# N'Zalat Bni Amar
N'Zalat Bni Amar (en àrab نزالة بني عمار, Nzālat Bnī ʿAmmār; en amazic ⵏⵣⴰⵍⵜ ⵏ ⴱⵏⵉ ⵄⵎⵎⴰⵕ) és una comuna rural de la prefectura de Meknès, a la regió de Fes-Meknès, al Marroc. Segons el cens de 2014 tenia una població total de 8.350 persones.